# عديم المنقار
عديم المنقار (الاسم العلمي: Arrhamphus)، جنس أسماك بحرية صغيرة من فصيلة نصفيات المنقار توجد في سواحل أستراليا، يضم الجنس نوعان، وكان النوعان في الجنس يُعتبران سابقاً مُتجانِسه النوع.

## الأنواع
يضم الجنس نوعان:
- Arrhamphus krefftii (Steindachner, 1867) (Snubhose garfish)
- Arrhamphus sclerolepis Günther, 1866 (Northern snubnose garfish)